# Juan Eleder Acedo Elorriaga
Juan Eleder Acedo Elorriaga (Getxo, 8 de setembre de 1968) és un futbolista basc, que ocupa la posició de defensa.

## Trajectòria
Comença a destacar al filial de l'Athletic Club, amb qui debuta a la Segona Divisió a la campanya 90/91. Sense lloc al primer equip, la temporada 92/93 marxa al Sestao SC, amb qui baixaria a Segona B.
Retornaria a la categoria d'argent a l'estiu de 1996, després de pujar amb la UD Las Palmas. Després de dos irregulars campanyes a l'equip canari, s'incorpora al CD Numancia. Eixe any, el 97/98, hi disputa 33 partits, i els castellans assoleixen l'ascens a primera divisió.
La temporada 99/00 debuta el defensa a la màxima categoria, però tan sols hi apareix en quatre ocasions. A l'any següent fitxa per la SD Eibar. Roman dues temporades al conjunt basc, jugant entorn de 20 partits cada any.
Des del 2002, el defensa ha militat en equips bascos més modestos, com el Barakaldo CF, el Zamudio i el Gatika.